# Osvětová beseda
Osvětové besedy byly kulturní organizace v socialistickém Československu, jejichž posláním bylo zajišťovat společenský a kulturní život, udržovat v místě spolkový život a vyvíjením osvětové politicko-výchovné činnosti pečovat o vzdělání a politické uvědomění obyvatel.
Osvětové besedy měly být společnými kluby pro celou vesnici. Měly denně žít přednáškami, zájmovými kroužky, soubory lidové tvořivosti, svazáckou činností apod. K výchově lektorů organizujících činnosti v osvětových besedách měla sloužit Socialistická akademie.
V různých místech republiky se v osvětových besedách organizovali např. národopisné soubory, včelaři, esperantisté, amatérští astronomové, ale pořádaly se i koncerty vážné hudby, loutková představení. O své činnosti často osvětové besedy podávaly zprávy ve vlastních časopisech.
Mnoho z vyjmenovaných spolků působilo dříve samostatně, avšak socialistickým zřízením byly donuceny k rozpuštění a svou činnost mohly dále vykonávat právě pouze při osvětových besedách či jiných státem kontrolovaných uskupeních.
Rozvoj osvětových besed byl nastartován velmi rychle po nastolení socialistického režimu v Československu v únoru roku 1948. Např. již počátkem roku 1952 dle zprávy poslankyně Zimákové v oblasti Českomoravské vysočiny pracovalo aktivně 135 újezdních osvětových besed a 14 místních osvětových besed. Újezdní osvětové besedy si také budovaly hustou síť osvětových důvěrníků, kteří v okruhu své působnosti využívaly všech možných prostředků k propagaci jejich činnosti.